# FC Gold Pride
El FC Gold Pride fue un club de fútbol femenino profesional estadounidense con sede en Santa Clara, California. Participaba en la Women's Professional Soccer, antigua liga de primera división de Estados Unidos. Jugaba en el Pioneer Stadium con una capacidad para 5.000 espectadores. El club dejó de existir en noviembre de 2010 después de tener problemas económicos y no poder encontrar nuevos inversores.

## Temporadas
| Temporada | Posición | Eliminatorias |
| --------- | -------- | ------------- |
| 2009      | 7.°      | No clasificó  |
| 2010      | 1.°      | Campeón       |